# Jad mantezji
Jad mantezji – zbiór opowiadań fantastyczno-naukowych autorstwa Janusza A. Zajdla, wydany przez wydawnictwo Nasza Księgarnia w 1965 roku.

## Spis utworów
- Egipski kot
- Dziwny nieznany świat – pierwodruk: „Astronautyka”, 1963
- Feniks
- Próba – pierwodruk: „Młody Technik”, 1963, po raz pierwszy w antologii Posłanie z piątej planety, 1964
- Epidemia
- Studnia
- Robot numer trzy – pierwodruk: „Młody Technik”, 1962
- Ciemność – pierwodruk: „Astronautyka”, 1965
- Jad mantezji